# Hypochrysops chrysodesmus
Hypochrysops chrysodesmus är en fjärilsart som beskrevs av Grose-smith 1899. Hypochrysops chrysodesmus ingår i släktet Hypochrysops och familjen juvelvingar. Inga underarter finns listade i Catalogue of Life.